# Pieve Fissiraga
Pieve Fissiraga är en ort och kommun i provinsen Lodi i regionen Lombardiet i Italien. Kommunen hade 1 769 invånare (2018).